# 五島昇
五島 昇（ごとう のぼる、1916年（大正5年）8月21日 - 1989年（平成元年）3月20日）は、日本の実業家。東京急行電鉄社長・会長。日本商工会議所会頭。五島慶太の長男。

## 人物・来歴
東京府東京市神田区駿河台（現・東京都千代田区神田駿河台）に、五島慶太、万千代（旧姓久米）の長男として生まれる。学習院初等科、中等科 (旧制)、高等科 (旧制) を経て東京帝国大学経済学部を卒業。学生時代は野球部に籍を置き捕手としてならしたが、のちにゴルフ部へ転部。ゴルフがきっかけで知遇を得た東京芝浦電気副社長・津守豊治の紹介で同社に入社した。昇には父の跡を継ぐ気がなかった。
慶太には昇と進という二人の息子がいた。兄・昇は常日頃から父に反抗し「絶対に（父の）を跡を継がない」と放言していた。一方、弟の進は父と瓜二つで、慶太も進に期待していたようだった。ところが、海軍に入隊していた進は、1943年（昭和18年）にソロモン諸島で戦死してしまう。進の戦死を聞いた父が打ちひしがれる姿を見て昇は改心し、跡を継ぐことを決意したという。
戦時中は、陸軍大尉として軍務に就く。復員後の1945年（昭和20年）東京急行電鉄に入社。川崎市元住吉にある車輌工場を経て、1948年に新発足した東急横浜製作所（現・総合車両製作所）常務、京浜急行電鉄取締役となる。父の病気をきっかけに、1952年に東京急行電鉄本社に戻り、取締役になり、翌1953年に副社長、そして1954年、38歳の若さで社長に就任。死去するまで、東急グループ各社の会長もしくは相談役を担い、京王帝都電鉄（現・京王電鉄）や小田急電鉄、日本教育テレビ（現・テレビ朝日）の取締役、松竹、歌舞伎座の取締役相談役なども務めた。
白木屋買収が一区切り付いた頃、慶太が横井英樹らと東洋精糖の乗っ取りを画策していることが表面化したが、その決着を見ぬまま慶太は死去。マスコミは「副社長・大川博が全部（経営を）やるなら大丈夫。昇が全部やるならこれで東急は駄目」と若き世襲経営者を酷評したが、昇はしたたかかつ強気だった、慶太の死後、1ヶ月も以内に昇は東洋精糖の乗っ取りから撤退し、黒い人脈と手を切った。東洋精糖の株式も、当初予定ではプレミアを上乗せして引き取らせる予定だったが、購入価格を割って自ら損をしながら解決を図ったことで財界や世間からの声望は高まった。同年11月の定例取締役会で、経団連会長・石坂泰三、日本開発銀行初代総裁・小林中、産経新聞社長・水野成夫を相談役に迎える人事を発表した。とかく不安が伝えられる社内外の動揺を抑えるために、昇の「強力な後ろ盾」となる財界の大物を擁した。
グループ経営の方向性に合わせ、航空事業（日本国内航空→東亜国内航空（後の日本エアシステム、現・日本航空））やホテル事業、リゾート開発等の拡大を図り、最盛期にはグループ会社400社、8万人の従業員を数えた。その一方で選択と集中を行い、傘下の自動車メーカー・東急くろがね工業（現・日産工機）を日産自動車に全株譲渡しグループから離脱させ、副社長の大川が東映の再建に成功し、独自にグループを形成すると、1964年（昭和39年）に事実上追放し、独立させた
本業である鉄道経営については伊豆急行の建設や田園都市線の延伸、沿線のリゾートや宅地開発に関しては、父の立案通り忠実にやり遂げた。たまプラーザ駅や109の名称は、昇が考案したという。
また、東急とは父の代から犬猿の仲といわれた西武グループとは競合すべき分野では競合しつつ、一方では関係改善を行った。一例として、堤清二率いる西武百貨店が1968年（昭和43年）、東急の本拠地である渋谷に出店すると、昇は渋谷の活性化に繋がるとしてこれを歓迎した。しかし、西武が予想外に健闘すると、1976年に東急ハンズを出店、1979年にはファッションコミュニティ109を開店させ、反撃に出た。また、堤義明率いる西武鉄道は自社の通勤型車両を自社工場で製造していたが、のちに東急車輛にも発注するようになったことからも、両社の関係改善がうかがえる。
自らを振り返る文献をほとんど残さなかった。1989年3月より、日本経済新聞において『私の履歴書』で事実上の自伝を執筆するが、連載中の3月20日に呼吸不全により72歳にて死去（以後は遺稿扱い）。戒名は『昇徳院殿英譽道淨生洪勲大居士』。

### 政財界活動
昭和30年代初め、財界四天王の一角で文化放送社長も務める水野成夫から、同社株を譲り受けたことをきっかけに財界活動を始める。本格的な活動は、1973年（昭和48年）に永野重雄日商会頭から、法律で定数4人以内と定められた東京商工会議所の副会頭枠を破り、員外副会頭に抜擢され、永野の後継者として据えられてからである。
五島を永野や瀬島龍三に紹介したのは雑誌・経済界の主幹・佐藤正忠である。永野は石坂泰三から五島を託され、五島は11年間永野に仕えた。特に永野から対外経済協力会議全般を任され、海外の政財界人に深い人脈が生まれ、東急グループの事業拡大に寄与した。1984年（昭和59年）、永野の後を受け、日商会頭に就任する。永野→五島へのバトンタッチは、永野と小山五郎、瀬島、大槻文平の4人の話し合いで円滑に行われた。
40年来の友人である「中曽根康弘を総理にする会」を作り支援。中曽根の総理就任後は、瀬島や渡辺恒雄らと共にブレーンとして中曽根政権を支えた。新行革審の会長ポストを巡る争いや、売上税導入問題など、激務から体調を崩し、1987年（昭和62年）日商会頭会長に退く。

## 家族・親族
久原財閥を築いた久原房之助の四女・久美子と結婚し、1男1女をもうけた。久美子が55歳で死去した後は、元芸者の愛人・陽子と再婚し、2男1女をもうけた。東急建設社長、東京急行電鉄取締役を務めた五島哲は長男（母は久美子）。

## 略年譜
- 1916年（大正5年） - 五島慶太の長男として東京に生まれる。
- 1940年（昭和15年） - 東京帝国大学経済学部卒業後、東京芝浦電気（現・東芝）に勤務。
- 1945年（昭和20年） - 東京急行電鉄に入社。
- 1954年（昭和29年） - 東京急行電鉄社長に就任。
- 1956年（昭和31年） - 東急観光（現・東武トップツアーズ）を設立。
- 1959年（昭和34年） - 武蔵工業大学（現・東京都市大学）理事長に就任、東急建設を設立。
- 1960年（昭和35年） - 五島美術館開館。
- 1961年（昭和36年） - 東急エージェンシーを設立。
- 1964年（昭和39年） - 日本国内航空を設立。
- 1967年（昭和42年） - 東急百貨店本店を開店。
- 1968年（昭和43年） - 東急ホテルチェーンを設立。
- 1978年（昭和53年） - 東急ハンズ渋谷店を開業。
- 1982年（昭和57年） - たまプラーザ東急SCを開業。
- 1983年（昭和58年） - 東急有線テレビを設立、クレジット・イチマルキュウ（現・東急カード）を設立。
- 1984年（昭和59年） - 日本商工会議所会頭に就任。
- 1986年（昭和61年） - 東急総合研究所を設立。
- 1987年（昭和62年） - 東京急行電鉄会長に就任。
- 1989年（平成元年） - 死去。72歳没。

## 著書
- 『私の履歴書』東京急行電鉄広報室、1989年4月。
  - 本坊豊吉、杉浦敏介、五島昇、鈴木治雄、岩谷直治、永倉三郎『私の履歴書』日本経済新聞社〈経済人26〉、2004年6月1日。ISBN 453216902X。

### 翻訳
- コンラッド・ヒルトン、五島昇 訳『ホテル王ヒルトン』時事通信社〈時事新書〉、1959年。

## 追想録
- 五島昇追想録編集委員会編『追想五島昇』東京急行電鉄、1990年3月。

## 関連人物
- 田中勇 - 元東京急行電鉄副社長。参謀役。
- 小佐野賢治 - 国際興業創業者・社主。盟友。
- 岡田茂 - 東映名誉会長。社長・会長を歴任。弟分。
- 大川博 - 元東映・日本教育テレビ・東洋観光興業社長。宿敵。
- 安藤楢六 - 小田急電鉄中興の祖。五島慶太の門弟の一人で、昇の補佐役。
- 石坂泰三 - 師匠格。父慶太死去後、東京急行電鉄相談役として迎えた。
- 小林中 - 石坂・水野と同じく元東京急行電鉄相談役。
- 水野成夫 - 石坂・小林と同じく元東京急行電鉄相談役。